# Чэмпион, Джек
Джек Чэмпион — американский актёр, известный своей ролью Майлза «Паука» Сокорро, подростка, живущего на Пандоре, впервые появившегося в фильме «Аватар: Путь воды» (2022).

## Жизнь и карьера
Чэмпион проживает в Виргинии, США. Во всём ему помогает его мать — Анна Чемпион.
В 2017 году Чэмпион заказал кинопробы, чтобы присоединиться к актёрскому составу научно-фантастического фильма Джеймса Кэмерона «Аватар: Путь воды». Прежде чем получить эту роль, он снялся в небольшой роли в супергеройском фильме «Мстители: Финал» (2019). У него также была главная роль в фильме ужасов «Ночная няня» (2018). Чэмпион получил роль в «Аватаре» в возрасте 12 лет, после четырёх месяцев обширных прослушиваний. Он был выбран на роль Паука, человеческого подростка, живущего среди на’ви на Пандоре. Характер роли Чэмпиона означал, что ему приходилось снимать все свои сцены дважды; его работа включала два года захвата движения в студии а затем два с половиной года съёмок тех же сцен на натуре в Новой Зеландии. Чтобы сохранить мускулистое телосложение своего персонажа на протяжении съёмок, он много тренировался с личным тренером и придерживался высокобелковой диеты. Для съёмок в подводных сценах он научился фридайвингу и подводному плаванию. После пяти лет производства фильм был выпущен в 2022 году, когда Чэмпиону исполнилось 18 лет. Одновременно он снимался в сиквеле «Аватар: Огонь и пепел», который выйдет в 2025 году, а также в следующей части «Аватар 4», выход которой запланирован на 2029 год. В первую очередь это было сделано для того, чтобы Чэмпион, которого Кэмерон описал «растущим, как сорняк», не слишком повзрослел для своей роли.
Чэмпион появился в слэшере «Крик 6» (2023). Он сыграл сына персонажа Лиама Нисона в триллере «Заложники» (2023) (ранее «Возмездие»), ремейке одноимённого испанского фильма 2015 года, и появился вместе с актёрским ансамблем в фильме Анны Боден и Райана Флека «Странные сказки».

## Фильмография
| Год  | Название                      | Роль                            | Примечания       |
| ---- | ----------------------------- | ------------------------------- | ---------------- |
| 2018 | Ночная няня                   | Кевин                           |                  |
| 2019 | Мстители: Финал               | малыш на велосипеде             |                  |
| 2022 | Аватар: Путь воды             | Майлз «Паук» Сокорро            |                  |
| 2023 | Крик 6                        | Итан Лэндри / «Призрачное лицо» |                  |
| 2023 | Заложники (ранее "Возмездие") | Зак Тёрнер                      |                  |
| 2024 | Странные сказки               | Люцид                           |                  |
| 2025 | Всё будет хорошо              | Деррик                          |                  |
| 2025 | Притон                        |                                 | постпродакшен    |
| 2025 | Аватар: Огонь и пепел         | Майлз «Паук» Сокорро            | постпродакшен    |
| 2029 | Аватар 4                      | Майлз «Паук» Сокорро            | съёмочный период |